# Ibrahim Nasir
Ibrahim Nassir Rannabandeyri Kilegefan (Dhivehi: އިބްރާހިމް ނާޞިރު ރައްނަބަނޑޭރި ކިލޭގެފާނު).
(2 de septiembre de 1926, Malé, Maldivas-22 de noviembre de 2008, Singapur). Político maldivo, fue primer ministro bajo el mandato del sultán Muhammad Fareed Didi de 1957 a 1968, año en el que lo sucedió como Presidente de la Segunda República maldiva, cargo que ocupó hasta 1978.
Firmó un acuerdo con los británicos y consiguió la independencia en el año 1965.
| Predecesor: - | Presidente de Maldivas 1968 – 1978 | Sucesor: Maumoon Abdul Gayoom |